# Dita Parlo
Grethe Gerda Kornstädt (Stettin, Pomerània, Alemanya, avui dia Szczecin, Polònia, 4 de setembre de 1906 - París, França, 13 de desembre de 1971), coneguda com a Dita Parlo, fou una actriu cinematogràfica alemanya. Sovint es diu que la Parlo era polonesa de nacionalitat, però no és així. El territori on ella va néixer pertanyia a Alemanya en aquell moment. Després de la Segona Guerra Mundial el territori va ser annexionat a Polònia.
Va fer el seu primer treball al cinema a la pel·lícula muda Homecoming, l'any 1928. El film va tenir un gran èxit i la Dita va aconseguir molta popularitat sobretot a Alemanya. Durant la dècada dels anys 30 va compaginar pel·lícules sonores en alemany i francès, obtenint èxits com L'Atalante, de Jean Vigo i La gran il·lusió, de Jean Renoir.
Gràcies a aquesta popularitat i prestigi a Europa, Dita intentà obrir-se camí a la indústria del cinema nord-americà, però no va aconseguir cap èxit. Va estar a punt de treballar a les ordres d'Orson Welles, però el projecte es va frustrar. En esclatar la Segona Guerra Mundial, la Dita es negà a tornar a Alemanya i romangué a França. En aquest país per causa de la seva nacionalitat alemanya, no li era permès ni actuar al cinema ni tampoc fer gires de teatre. Patí la desconfiança de les autoritats per ser alemanya, un potencial perill pel govern francès. Alhora per causa de la seva negativa a tornar a Alemanya, ja que no simpatitzava amb els nazis, la Dita va ser vigilada per la Gestapo durant els dies de l'ocupació nazi. Tota una part de l'any 1940 visqué a París, vigilada i amenaçada de ser deportada a un camp reeducatiu per alemanys que renegaven del nazisme.
Finalment, el maig d'aquell mateix any 1940 la Dita va ser arrestada juntament amb altres alemanys que fugien del nazisme. L'empresonaren primer al Camp de Gurs on romangué deu mesos, i després a diferents camps de concentració instal·lats a França entre els anys 1941 i 1944. Finalment va ser reclosa al Camp de concentració de Drancy, conegut abreviadament com a Drancy, a Poitiers. Allà va romandre entre 1944 i 1946. L'any 1949 un dossier on s'estudià la seva activitat a França com a ciutadana alemanya, va concloure finalment que la Dita Parlo no va tenir cap lligam ni simpatia cap a l'Alemanya nazi i que mès aviat va ser-ne una víctima més pels llargs anys de reclusió a diferents camps de concentració. Aquell mateix any 1949 es casà amb el pastor protestant Franck Gueutal que l'ajudà a recuperar-se dels horrors viscuts als diversos camps on havia estat internada. Van estar junts fins a la mort de la Dita.
Després del seu matrimoni, la Dita només aparegué en dues pel·lícules: La justice est faite i La Dame de Piques. Fetes aquestes filmacions, la Dita Parlo es retirà definitivament del cinema.
Va morir a París l'any 1971.

## Influències
La Dita Parlo ha estat model d'inspiració per algunes actrius i cantants. La ballarina de burlesque Dita Von Teese va prendre el seu nom artístic com a homenatge a la Dita. La cantant i actriu Madonna, també utilitzà el nom de Dita al seu treball discogràfic Erotica i confessà que l'actriu va ser la seva inspiració durant una fase de la seva carrera musical.

## Filmografia selecta
- Homecoming, 1928,
- Shéhérazade, 1928
- Hungarische Rhapsodie, 1928
- Melodie des Herzen, 1929
- Au bonheur des dames, 1930
- Die Heilige Flamme, 1931
- L'Atalante, 1934, de Jean Vigo
- Rapt, 1934
- La Grande Illusion, de Jean Renoir 1937
- L'Affaire du courrier de Lyon, 1937
- Under Secret Orders, 1937
- Ultimatum, de Robert Wiene, 1938
- La Rue sans joie, 1938
- L'or du Cristobal, 1940
- Justícia feta (La justice est faite), 1950
- La Dame de Piques, 1965